# Alfonso Ungría
Alfonso Ungría Ovies (* 30. März 1946 in Madrid) ist ein spanischer Filmregisseur.

## Leben
Ungría studierte Ökonomie, verschrieb sich aber bald dem Film. Bereits 1963 fertigte er seinen ersten Kurzfilm Querido Abraham, dem er als Vertreter der Escuela de Argüelles, einer Gruppe unabhängiger Filmemacher, fast einhundert Dreiminüter unter dem Reihentitel Cuentos y leyendas folgen ließ. 1969 folgte des mittellange La vida en los teleclubs und 1971 sein erster abendfüllender Film El hombre oculto, der beim Festival in Venedig Kritikerlob erhielt, in seinem Heimatland Spanien aber Probleme mit den Zensurbehörden bekam. Auch sein zweiter Film, Tirarse al monte, blieb bis General Francos Tod unter Verschluss. Nach weiteren Arbeiten – von 1973 bis 1975 fürs Fernsehen, danach einigen Spielfilmen und einer Fernseh-Miniserie über Miguel de Cervantes – wurde sein Film La conquista de Albania 1983 beim Filmfestival in San Sebastián mit dem Spezialpreis der Jury ausgezeichnet.
Sein bislang letzter Film war sein Beitrag zum Kompilationsfilm ¡Hay motivo!.

## Filmografie (Auswahl)
- 1969: La vida en los teleclubs (27')
- 1971: El hombre oculto
- 1971: Tirarse al monte
- 1983: La conquista de Albania
- 1986: Ehun metro
- 2004: ¡Hay motivo! (1 Episode)